# Verkehrsgemeinschaft Landkreis Kelheim
Die Verkehrsgemeinschaft Landkreis Kelheim (VLK) ist ein Zusammenschluss der Busunternehmen im Landkreis Kelheim.

## Beschreibung
Die VLK wurde im Jahre 1996 gegründet. Sie umfasst die meisten Buslinien im Landkreis Kelheim sowie einen Wabentarif für diese. Darüber hinaus gelten auf ausbrechenden Fahrten die Tarife der benachbarten Verkehrsverbünden MVV und RVV.

## Beteiligte Busunternehmen
Folgende Busunternehmen sind an der VLK beteiligt:
- Busservice Watzinger GmbH & Co. KG, München
- bustours Amberger
- Gerhard Bäuml Omnibusunternehmen
- Berr Reisen, Abensberg
- Wilhelm Heigl Busunternehmen, Rohr. i. Nb.
- Reisebüro & Bustouristik Hierl, Kelheim
- Taxi Lindl, Kelheim
- Ludwig Meier GmbH, Aichkirchen
- RBA Regionalbus Augsburg GmbH
- DB Regio Bus, Region Bayern
  - Regionalbus Ostbayern GmbH (DB Ostbayernbus), Regensburg
  - Regionalverkehr Oberbayern GmbH (DB Oberbayernbus), München
- Omnibusbetrieb Reisinger, Kelheim
- Omnibusunternehmen Manfred Schmid, Langquaid
- Stanglmeier Reisebüro – Bustouristik GmbH & Co. KG, Mainburg

## Weblink
- Website des Verkehrsverbundes